# Crocidura maquassiensis
Crocidura maquassiensis là một loài động vật có vú trong họ Chuột chù, bộ Soricomorpha. Loài này được Roberts mô tả năm 1946.